# العلاقات البريطانية الكيريباتية
العلاقات البريطانية الكيريباتية هي العلاقات الثنائية التي تجمع بين المملكة المتحدة وكيريباتي.

## مقارنة بين البلدين
هذه مقارنة عامة ومرجعية للدولتين:
| وجه المقارنة                                              | المملكة المتحدة                 | كيريباتي                        |
| --------------------------------------------------------- | ------------------------------- | ------------------------------- |
| المساحة (كم2)                                             | 242.50 ألف                      | 811                             |
| عدد السكان (نسمة)                                         | 66.02 مليون                     | 116.40 ألف                      |
| الكثافة السكانية (ن./كم²)                                 | 272.25                          | 14.35 ألف                       |
| العاصمة                                                   | لندن                            | جنوب تاراوا                     |
| اللغة الرسمية                                             | لغة إنجليزية، اللغة الويلزية    | لغة إنجليزية، اللغة الكيريباتية |
| العملة                                                    | جنيه إسترليني                   | دولار كريباتي، دولار أسترالي    |
| الناتج المحلي الإجمالي (بليون دولار)                      | 2.62 تريليون                    | 196.15 مليون                    |
| الناتج المحلي الإجمالي (تعادل القوة الشرائية) بليون دولار | 2.72 تريليون                    | 224.26 مليون                    |
| الناتج المحلي الإجمالي الاسمي للفرد دولار أمريكي          | 43.88 ألف                       | 1.42 ألف                        |
| الناتج المحلي الإجمالي للفرد دولار أمريكي                 | 40.23 ألف                       | 1.81 ألف                        |
| مؤشر التنمية البشرية                                      | 0.907                           | 0.590                           |
| رمز المكالمات الدولي                                      | +44                             | +686                            |
| رمز الإنترنت                                              | .uk، .gb                        | .ki                             |
| المنطقة الزمنية                                           | توقيت غرينيتش، توقيت غرب أوروبا |                                 |

## منظمات دولية مشتركة
يشترك البلدان في عضوية مجموعة من المنظمات الدولية، منها:
| علم المنظمة | اسم المنظمة                   | تاريخ انضمام المملكة المتحدة | تاريخ انضمام كيريباتي |
| ----------- | ----------------------------- | ---------------------------- | --------------------- |
|             | الاتحاد الدولي للاتصالات      | 24 فبراير 1871               | 3 نوفمبر 1986         |
|             | دول الكومنولث                 | 11 ديسمبر 1931               | ?                     |
|             | مؤسسة التنمية الدولية         | 24 سبتمبر 1960               | 2 أكتوبر 1986         |
|             | منظمة حظر الأسلحة الكيميائية  | ?                            | ?                     |
|             | يونسكو                        | 4 نوفمبر 1946                | 24 أكتوبر 1989        |
|             | الأمم المتحدة                 | 24 أكتوبر 1945               | 14 سبتمبر 1999        |
|             | مؤسسة التمويل الدولية         | 20 يوليو 1956                | 2 أكتوبر 1986         |
|             | بنك التنمية الآسيوي           | 1966                         | 1974                  |
|             | البنك الدولي للإنشاء والتعمير | 27 ديسمبر 1945               | 29 سبتمبر 1986        |
|             | الاتحاد البريدي العالمي       | ?                            | ?                     |

## وصلات خارجية
- موقع وزارة الخارجية البريطانية